# Boris Novak
Boris Novak (*1963) je slovenski menedžer. Med leti 2012 in 2020 je bil generalni direktor Pošte Slovenije.

## Izobrazba in poslovna kariera
Diplomiral je na Pravni fakulteti v Ljubljani in magistriral na Fakulteti za državne in evropske študije. Med letoma 1983 in 2006 je delal kot podsekretar na Ministrstvu za notranje zadeve, kot pomočnik direktorja Uprave kriminalistične policije in na drugih položajih na policiji in ministrstvu. Med leto 2006 in 2012 je bil direktor sektorja za korporativno varnosti pri Pošti Slovenije.
Generalni direktor Pošte Slovenije je postal maja 2012. Marca 2017 mu je nadzorni svet Pošte podelil drugi mandat. Po pisanju Večera je nadzornike in lastnike prepričal, "da lahko Pošto popelje v digitalizacijo in poslovne vode."
Vlada je Novaka junija 2020 imenovala za neizvršnega direktorja Družbe za upravljanje terjatev bank (DUTB). Junija 2020 je postal tudi predsednik Upravnega odbora DUTB.
Pošta je pod vodstvom Novaka preoblikovala poslovalnice po vzoru tujih operaterjev in trendov ter nekatere poslovalnice nadomestila s paketomati, avtomatiziranimi enotami za oddajo in sprejem pošiljk in alternativnimi kontaktnimi točkami, med njimi tudi bencinskimi servisi, zaradi česar je prejel tako pohvale kot kritike. Pošta pod njegovim vodstvom ustvarja dobiček.
Med Novakove uspehe mediji štejejo prevzem logistične družbe Intereuropa maja 2019, kar je Večer označil za "veliki met" in "zmago", za prevzem se je namreč potegovala tudi britanska logistična družba Xpediator. Leta 2018 je Novak ob napovedi prevzema izrazil stališče, da bi "domači kapital moral zadržati strateške bančne, transportne in logistične naložbe, da ne bi bili priča takšnim in drugačnim parcialnim interesom, pa pri tem ne mislim le na politične." V času prevzemanja je povedal, da želijo "biti eden najboljših in največjih logistov v regiji ter biti kakovosten distributer paketov." Novak je po pisanju Večera od podpisa pogodbe o nakupu večinskega 72-odstotnega deleža Intereurope maja 2019 "tako rekoč na čelu največjega slovenskega logističnega podjetja." Kupnina je znašala okoli sto milijonov evrov.
Je predsednik nadzornega sveta Intereurope. Novak je bil predsednik nadzornega sveta Večera, Poštne banke Slovenije, Dravskih elektrarn, član nadzornega sveta Športne loterije, član strokovnega sveta za prijazen in učinkovit javni sektor pri Ministrstvu za pravosodje in javno upravo, član strateškega sveta Fakultete za računalništvo in informatiko Univerze v Ljubljani in član Združenja nadzornikov Slovenije.
Med Novakove uspehe mediji štejejo tudi izboljšanje položaja delavcev Pošte. V času Novakovega vodenja Pošte je ta prejela mednarodno nagrado Evropski energetski menedžer leta 2013, s strani Svetovne poštne zveze pa je večkrat prejela srebrno nagrado za kakovost. Po poročanju medijev je leta 2016 sklenil partnerstvo Pošte z Deutsche Post in leta 2019 je Pošta uvedla najnaprednejšo opremo za usmerjanje paketov. Sodeluje in nastopa na mednarodnih in domačih menedžerskih srečanjih.

## Osebno
Novak je poročen, ima vnuke, pretekel je berlinski maraton ter maraton v New Yorku in živi v vrstni hiši. Novak je za Moje finance povedal, da je prvi denar zaslužil s počitniškim delom v gradbeništvu, kar mu še danes koristi pri manjših hišnih vzdrževalnih delih. Povedal je tudi, da bi z loterijskim zadetkom kupil "nepremičnino v osrčju slovenskih gora, del pa bi ga namenil za pomoč perspektivnim mladim športnikom iz socialno ranljivega okolja."
Večer piše, da je Novak član SDS in da mu "srce bije bolj na desni." O Janezu Janši je Novak povedal, da "je izkušen politik s kilometrino in bi bil primeren premier v času, ko nas čaka ponovno predsedovanje EU." Po odstopu Marjana Šarca so mediji Novaka omenjali kot mogočega ministra.